# Fujiwara no Tadamori
Fujiwara no Tadamori (藤原 三守, também traduzido como Mimori , e conhecido como Ministro Yamashina , 785 - 840), foi um nobre do Período Heian da história do Japão.
Este membro do ramo Nanke do Clã Fujiwara era bisneto de Fujiwara no Muchimaro, neto de  Kosemaro, e o quarto filho de Matsukage (Masaku) governador da Província de Awa.

## Carreira
No início do Período Heian trouxe para o ramo Nanke o fim de sua influencia política, principalmente devido a Rebelião de Nakamaro (764). Desta forma se esperava que Tadamori não ultrapassasse o quinto escalão como ocorreu com seu pai Matsukage.
Ocorre que com a ascensão do Imperador Saga em 809 Tadamori cresceu rapidamente, neste ano foi nomeado para o Konoefu (Guarda do Palácio), em 811 para o Kurōdodokoro e em 816 tornou-se Sangi e em 821 se tornou gonchūnagon (Chūnagon provisório).
Foi neste cargo que em 822, logo após a morte do monge tendai Saicho, redigiu em conjunto com Fujiwara no Fuyutsugu, Yoshimine no Yasuyo e Ōtomo no Kunimichi pedindo ao Imperador que aprovasse o Shijōshiki (regulamentação da seita), que foi aprovada uma semana mais tarde.
Em 823, já no reinado do Imperador Junna foi efetivado Chūnagon e em 828 promovido a Dainagon.
Em 838 o Imperador Nimmyo o nomeou Udaijin cargo que exerceu até sua morte em 840.
| Precedido por Kiyohara no Natsuno | 27º Udaijin (838 - 840) | Sucedido por Minamoto no Tokiwa |